# 札幌市立啓明中学校
札幌市立啓明中学校（さっぽろしりつ けいめいちゅうがっこう）は、 札幌市中央区南9条西22丁目にある公立中学校。

## 概要
円山・双子山山麓の住宅街にある。校名の啓明は明けの明星の別称であり、「啓明が一際明るく群星の中に光を放つように、心身共にさわやかに群を抜いて輝く学校になってほしい」という願いが込められたもの。
1961年に札幌市立伏見中学校が、1990年に札幌市立山鼻中学校が開校したことにより一部生徒が移籍。
札幌市立緑丘小学校が近接しているほか、近くに円山や旭山記念公園が存在している。
札幌市における研究先進校の一つであり、同市の修学旅行研究校・科学教育研究校・道徳教育研究校の指定を受けている。
生徒の主な出身の小学校は、札幌市立緑丘小学校、札幌市立幌西小学校や札幌市立二条小学校といった児童数の多い小学校であるため、生徒数も多い。少数ではあるが札幌市立資生館小学校からも入学する。

## 沿革
- 1947年 - 札幌市立第六中学校として創立。札幌市立中学校[注釈 1]に併置[2]
- 1948年 - 札幌市立啓明中学校に改称[3]
- 1949年 - 校旗並びに校歌制定
- 1962年 - 合唱部がNHK全国学校音楽コンクールにおいて、最優秀校として文部大臣賞を受賞
- 1963年 - 新校舎完成
- 1964年 - 第15回放送教育研究会全国大会の会場となり、同年度の放送教育優秀賞も受賞
- 1970年 - 長年の科学技術教育の実績を認められ、科学技術庁長官賞を受賞
- 1983年 - 全日本吹奏楽コンクールにおいて金賞受賞
- 1997年 - 開校50周年記念式典・祝賀会
- 1999年 - 全日本吹奏楽コンクールにおいて銀賞受賞
- 2007年 - 開校60周年記念式典・祝賀会
- 2009年 - 全日本吹奏楽コンクールにおいて銅賞受賞
- 2014年 - 第9回 北海道中学生演劇発表大会において最優秀賞受賞
- 2016年 - 新校舎に改築。
- 2018年 - 第13回 北海道中学生演劇発表大会において最優秀賞受賞
- 2019年 - 第14回 北海道中学生演劇発表大会において2年連続最優秀賞受賞
- 2024年 - 第19回 北海道中学生演劇発表大会において5年ぶりに最優秀賞受賞

## 部活動
啓明中学校には文化系、運動系、合わせて13の部活動がある。演劇部や吹奏楽部が、全道・全国大会で幾度も入賞するなど優秀な成績を残している。
運動部
- 野球部(男子のみ)

- サッカー部

- バレーボール部(男女共)

- バスケットボール部（男女共）

- 卓球部

- テニス部(女子のみ)

- バドミントン部

- 陸上部

文化部
- 吹奏楽部

- 演劇部

- 合唱部

- 美術部
- 英語研究部

その他にも個人競技として、剣道部、水泳部、スキー部が存在している。

## 教育目標
- 将来に希望を持ち、豊かな知性を磨く生徒
- 自分に厳しく、他を思いやる生徒
- ねばり強く、心身をたくましく鍛える生徒[4]

## 校歌
作詞:長瀬米蔵 作曲:下総睆一

## 学校行事
1学年で校外実習(2022年度は円山動物園)、2学年で1泊2日で旭川、富良野への宿泊学習、3学年で2泊3日で岩手、秋田への修学旅行を実施している。
コロナ禍の2021年、2022年は修学旅行が知床へ変更になった。

## 出身者
- いくえみ稜（漫画家）
- 伊福部達（工学者・東京大学名誉教授）
- 宇田川洋（考古学者）
- 円城塔（小説家）
- 金森修（哲学者）
- 小西康陽（ミュージシャン）
- 佐藤友則（キックボクサー）
- 下妻博（元住友金属工業社長）
- 大宮司進（キックボクサー）
- 丹波實（外交官）[5]
- 寺島実郎（経済学者、三井物産戦略研究所会長・多摩大学学長）
- 中村之保（元プロ野球選手）
- 船岡久嗣（NHKアナウンサー）
- 本間欧彦（フジテレビプロデューサー）
- 矢野聖子（元札幌テレビ放送アナウンサー）
- 山岸凉子（漫画家）
- 山田清志（東海大学学長）
- 横路孝弘（元北海道知事、元衆議院議員、元衆議院議長）[5]
- 山口博教（経済学者）